# Akira Aoyama
Akira Aoyama (青山 士 Aoyama Akira?,  Iwata, 23 de septiembre de 1878 - Iwata, 21 de marzo de 1963) fue un ingeniero civil japonés que trabajó como uno de los agrimensores líderes durante la construcción del canal de Panamá entre 1904 y 1911, específicamente en las zonas del río Chagres y el lago Gatún. Se convirtió en el único trabajador residente japonés que colaboró directamente en la construcción del canal interóceanico.
Con su experiencia en Panamá, volvió a Japón a dirigir proyectos de construcción de canales de drenaje en los ríos Arakawa y Shinano, y el gobierno japonés le encomendó trabajos de mantenimiento multipropósito en varios ríos del país. En 1935 fue presidente de la Sociedad Japonesa de Ingenieros Civiles y tras su retiro como ingeniero en 1946 siguió asesorando en trabajos de calidad del agua en Tokio.